# Doulaincourt-Saucourt
Doulaincourt-Saucourt è un comune francese di 1 050 abitanti situato nel dipartimento dell'Alta Marna nella regione del Grand Est.

## Società

### Evoluzione demografica
Abitanti censiti